# Amata natalii
Amata natalii är en fjärilsart som beskrevs av Jean Baptiste Boisduval 1847. Amata natalii ingår i släktet Amata och familjen björnspinnare. Inga underarter finns listade i Catalogue of Life.